# Pugny-Chatenod
Pugny-Chatenod is een gemeente in het Franse departement Savoie (regio Auvergne-Rhône-Alpes) en telt 704 inwoners (1999). De plaats maakt deel uit van het arrondissement Chambéry.

## Geografie
De oppervlakte van Pugny-Chatenod bedraagt 5,4 km², de bevolkingsdichtheid is 130,4 inwoners per km².
De onderstaande kaart toont de ligging van Pugny-Chatenod met de belangrijkste infrastructuur en aangrenzende gemeenten.

## Demografie
Onderstaande figuur toont het verloop van het inwonertal (bron: INSEE-tellingen).